# Groot-Berlijn
Groot-Berlijn is de benaming voor het in 1920 ontstane stadsgebied van Berlijn, zoals het tot op heden vrijwel onveranderd bestaat. Voor de vorming van Groot-Berlijn door de zogenaamde Groß-Berlin-Gesetz bestond dit gebied naast de kernstad Berlijn uit een veelvoud aan zelfstandige steden en gemeentes.

## Voorgeschiedenis
Vanaf de industriële revolutie begon de tot dan toe relatief kleine residentiestad Berlijn snel te groeien. Na de stichting van het Duitse Keizerrijk en vooral tijdens de intensieve industrialisatie die in het midden van de 19e eeuw begon werd de groei van de stad nog heviger. Op het omliggende, vooral agrarische grondgebied van de buurgemeenten verrezen nieuwe woonwijken en fabrieken. 

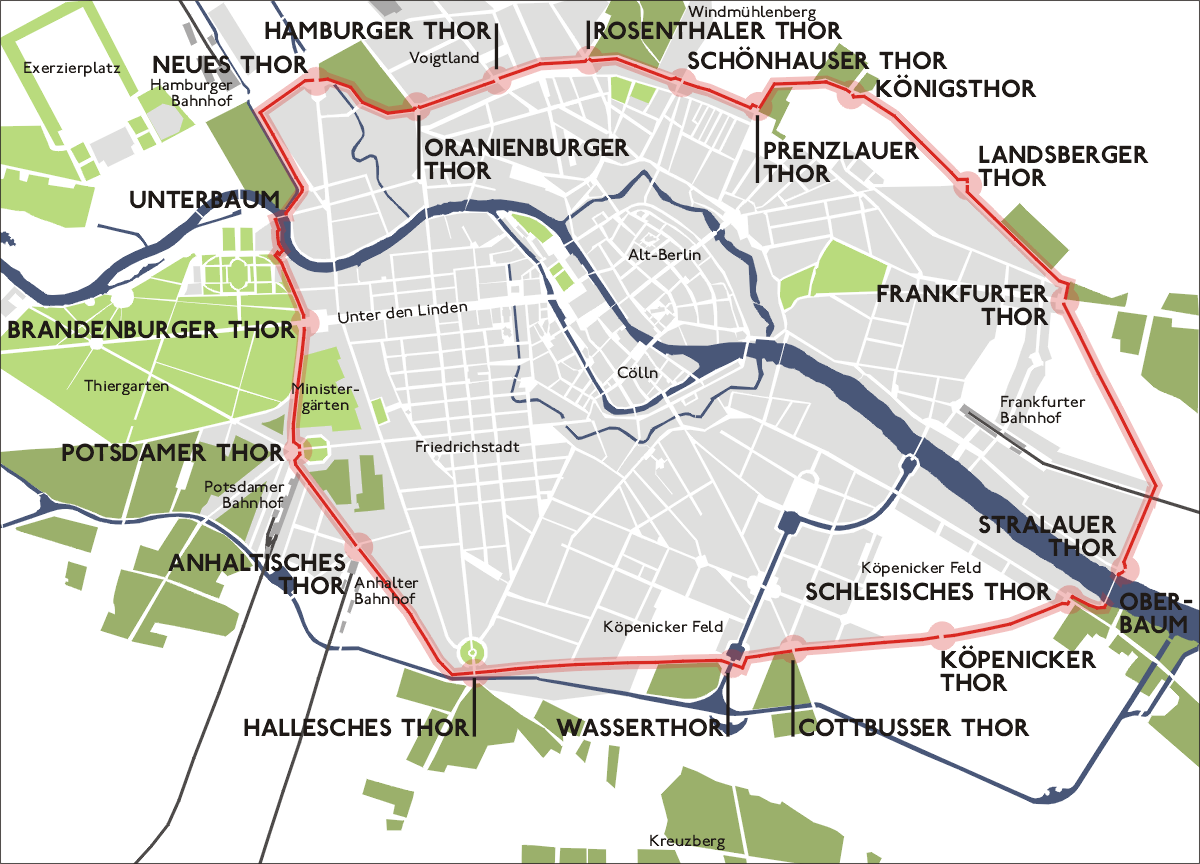
De kernstad binnen de stadsmuren, rond 1855

Rond 1820 ontstond het idee het grondgebied van Berlijn uit te breiden met de industriële voorsteden Moabit en Wedding, behorend tot de Landkreis Niederbarnim, en een aantal grotendeels met Berlijn vergroeide delen van de buursteden Schöneberg en Tempelhof. Omdat financiële belangen bij alle partijen de boventoon in de onderhandelingen voerde, vorderde het uitbreidingsproject echter maar moeizaam. Vooral de rijke wijken van Schöneberg en Tempelhof trokken de interesse van de Pruisische hoofdstad, omdat deze voor veel extra belastingsinkomsten zouden kunnen zorgen. Op hun beurt wilden de genoemde buurgemeenten hun bemiddelde inwoners om dezelfde reden niet kwijtraken. Anderzijds werd een voorstel van de Kreis Niederbarnim, dat zijn arme, sterk op de overheidskas drukkende wijken graag wilde overdoen aan Berlijn, van de hand gewezen. Pas na enkele decennia slaagde men erin het hoofdstedelijke grondgebied te vergroten. Door een regeringsbesluit van 28 januari 1860 werden zowel de arbeiderswijken in het noorden als de bourgeoisiewijken in het zuiden geannexeerd. Het stadsgebied omvatte nu ruwweg de huidige districten Mitte en Friedrichshain-Kreuzberg en het stadsdeel Prenzlauer Berg.
Om de vaak tegenstrijdige belangen van de stad en het haar omringende gebied dichter bijeen te brengen, stelde de Berlijnse burgemeester Arthur Johnson Hobrecht in 1875 voor een aparte stadsprovincie te vormen. Deze provincie zou de hoofdstad Berlijn, de steden Charlottenburg, Spandau en Cöpenick en de districten Teltow en Niederbarnim moeten verenigen. De overkoepelende provinciale overheid zou verdere annexaties door Berlijn overbodig maken. Het plan haalde het echter niet.
De groei van Berlijn nam ondertussen een steeds grotere vlucht. Er ontstond een uitgestrekt stedelijk gebied, waarvan de kernstad ondanks de annexaties van 1860 slechts een klein deel vormde. De bestuurlijke versplintering leidde tot een gebrek aan afstemming in de stadsontwikkeling en de planning van vervoersstromen, hetgeen vanaf de jaren 1890 steeds meer een probleem ging vormen. De rijkere burgers profiteerden echter van de bestuurlijke situatie, omdat zich onder de voorsteden belastingsparadijzen als Grunewald bevonden en daar dientengevolge grote villawijken ontstonden. In de armere kernstad met haar arbeiderswijken stegen de belastingen vanwege de hoge sociale uitgaven daarentegen steeds verder.
Op 19 juli 1911 werd het Zweckverband Groß-Berlin ("Intergemeentelijk Samenwerkingsverband Groot-Berlijn") gevormd om de coördinatie te verbeteren. Omdat men de invloed van het "rode" Berlijn wilde beperken was dit verband echter zo los dat het de verwachtingen niet waar kon maken. Bovendien ontstonden er door de steeds groter wordende sociaal-economische kloof tussen de verschillende gemeenten problemen die het Zweckverband niet kon oplossen, omdat het geen bevoegdheden op sociaal vlak had. Na de val van het Duitse Keizerrijk aan het einde van de Eerste Wereldoorlog besloot men daarom dat de vorming van één grote stadsgemeente door annexaties noodzakelijk was. Het tamelijk krachteloze Zweckverband liet wel zijn sporen achter in het stadsbeeld van Berlijn, omdat in het in 1915 met de Pruisische staat afgesloten Dauerwaldvertrag was vastgelegd dat de uitgestrekte bosgebieden binnen de stad behouden zouden blijven.

## Groß-Berlin-Gesetz

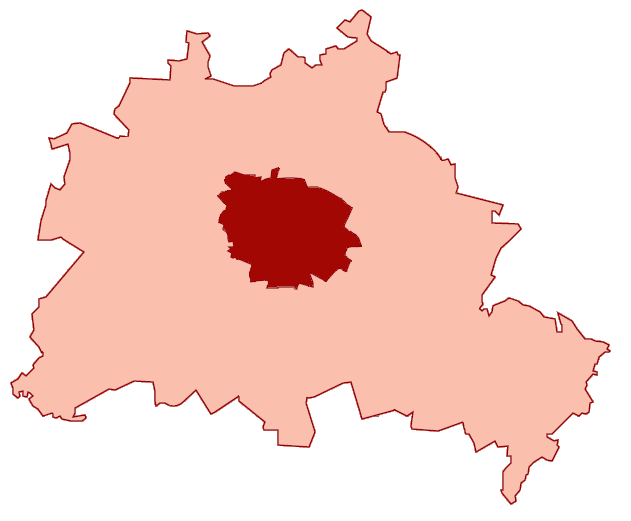
Berlijn voor (donkerrood) en na de Groß-Berlin-Gesetz

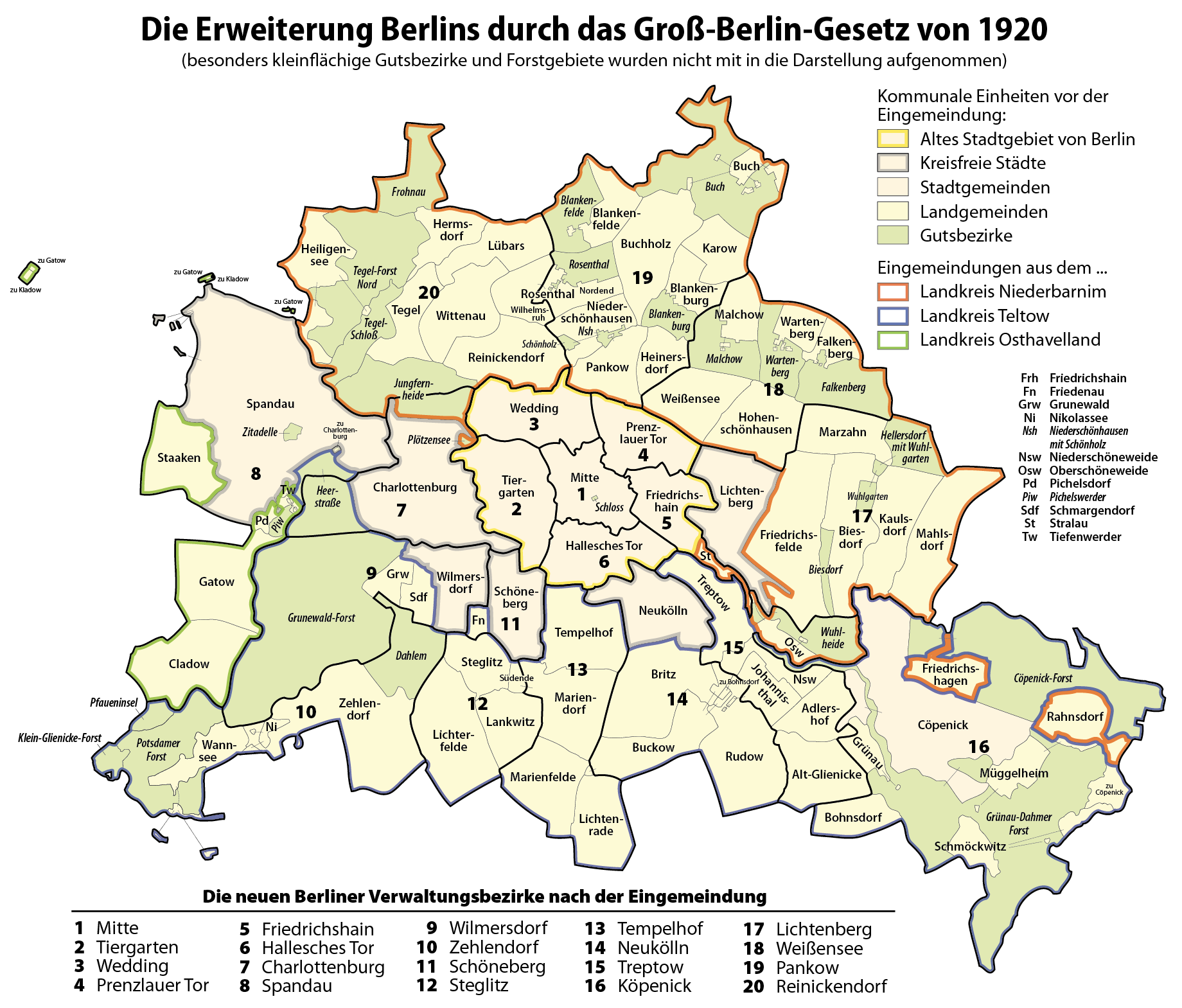

Op 27 april 1920 nam de Pruisische landdag (parlement) de Gesetz über die Bildung einer neuen Stadtgemeinde Berlin ("Wet betreffende de vorming van een nieuwe stadsgemeente Berlijn") aan. Op 1 oktober van hetzelfde jaar trad de kortweg Groß-Berlin-Gesetz genoemde wet in werking. Aan de gemeente Berlijn werden de volgende gebieden toegevoegd:
- de zeven stadsgemeenten Charlottenburg, Cöpenick, Lichtenberg, Neukölln, Schöneberg, Spandau en Wilmersdorf;
- 59 plattelandsgemeentes en 27 landgoederen uit de districten Niederbarnim, Osthavelland en Teltow;
- een bijzonder geval was het midden in de stad gelegen Berlijnse Stadsslot, dat voorheen een zelfstandig landgoed was en pas door de Groß-Berlin-Gesetz bestuurlijk een deel van Berlijn werd.

Door de annexaties groeide het grondgebied van Berlijn 66 km² naar 878 km² en verdubbelde het aantal inwoners van de stad tot 3,8 miljoen. Van de 1,9 miljoen nieuwe Berlijners woonden er zo'n 1,2 miljoen in de zeven omliggende steden. De nieuwe gemeente werd uit de provincie Brandenburg geheveld en ging een zelfstandige bestuursregio vormen.
Er werden 20 stadsdistricten met lokale bestuurlijke bevoegdheden ingesteld:
- uit de oude kernstad ontstonden de districten Mitte, Tiergarten, Wedding, Prenzlauer Tor (sinds 1921 Prenzlauer Berg), Hallesches Tor (sinds 1921 Kreuzberg) en Friedrichshain;
- de voormalig zelfstandige steden vormden elk een eigen district;
- het resterende gebied werd opgedeeld in zeven districten, die de naam kregen van de naar inwoneraantal grootste gemeente die er deel van uitmaakte: Pankow, Reinickendorf, Steglitz, Zehlendorf, Tempelhof, Treptow en Weißensee.

Men trachtte de districten zo te vormen dat "goedburgerlijke" gebieden en arbeiderswijken elkaar ongeveer in evenwicht hielden. In de eerste jaren na de vorming van Groot-Berlijn bestonden er enkele afscheidingsbewegingen, die echter geen succes behaalden. De samenvoeging van het stedelijke gebied tot één bestuurlijke eenheid maakte een centrale stadsplanning mogelijk en gaf de ontwikkeling van Berlijn tot metropool in de jaren 1920 een enorme impuls.
De Groß-Berlin-Gesetz is nog altijd van juridische betekenis, zo wordt ernaar verwezen in de ambtelijke notities bij het Einigungsvertrag (Duitse hereniging) van 1990, om de grens tussen Berlijn en Brandenburg te bepalen.

## Latere veranderingen
Zoals reeds vermeld komen de grenzen van het in 1920 gecreëerde Groot-Berlijn vrijwel geheel overeen met de huidige situatie. Er vond sinds 1920 echter wel degelijk een aantal kleine grenscorrecties plaats, waarvan hieronder een chronologisch overzicht wordt gegeven:
- 1928: Düppel wordt bij Berlijn (district Zehlendorf) gevoegd;
- 1945: de Britse en Sovjet-bezettingsmacht komen een gebiedsruil in het westen van de stad overeen. Het westelijke deel van Staaken komt in de Sovjetsector te liggen en zal later deel uitmaken van de DDR, terwijl Vliegveld Gatow en het oostelijke deel van Groß Glienicke naar het Berlijnse district Spandau (onderdeel van de Britse sector) overgeheveld worden;
- 1972: de eerste gebiedsruil tussen West-Berlijn en de DDR, waarbij onder meer een corridor naar de West-Berlijnse exclave Steinstücken wordt geschapen en een aantal andere exclaves wordt afgestaan;
- 1988: tweede gebiedsruil, waarbij alle overgebleven exclaves ofwel aan de DDR worden afgestaan, ofwel met het grondgebied van West-Berlijn verbonden worden;
- 1990: meerdere grenscorrecties in het kader van de Duitse hereniging. De gebiedsruil van 1945 wordt deels teruggedraaid: West-Staaken gaat wederom tot Berlijn behoren, Vliegveld Gatow en Groß Glienicke blijven deel van de stad. Delen van de nieuwbouwgebieden Hellersdorf en Marzahn die voorheen tot buiten de stadsgrenzen reikten en tot de gemeenten Hönow respectievelijk Ahrensfelde behoorden, worden bij Berlijn gevoegd.

## Ander gebruik van de term
Het begrip Groot-Berlijn verdween in de loop der jaren langzaam uit het algemene spraakgebruik, maar bleef bestuurlijk en juridisch wel betekenis hebben. De term was opgenomen in de West-Duitse Grondwet van 1949 en verdween pas daaruit met de wijziging van artikel 23 bij de Duitse hereniging van 1990. Daarnaast noemde het Oost-Berlijnse stadsbestuur zich tot in de jaren 1960 Magistratuur van Groot-Berlijn (Magistrat von Groß-Berlin).